# Credicard Citi Mastercard Tennis Cup 2008
Il Credicard Citi Mastercard Tennis Cup 2008 è stato un torneo di tennis facente parte della categoria ATP Challenger Series nell'ambito dell'ATP Challenger Series 2008. Il torneo si è giocato a Campos do Jordão in Brasile dal 4 al 10 agosto 2008 su campi in cemento e aveva un montepremi di $50 000+H.

## Vincitori

### Singolare
Brian Dabul ha battuto in finale  Izak van der Merwe con il punteggio di 7–5, 6(6)–7, 6–3

### Doppio
Brian Dabul /  Marcel Felder hanno battuto in finale  Marcio Torres /  Izak van der Merwe con il punteggio di 6–4, 7–6(9)